# McMinnville AVA
Das McMinnville AVA ist ein Weinanbaugebiet im US-Bundesstaat Oregon. Der moderne Weinbau begann in dieser Gegend etwa Mitte der 1960er, die Anerkennung als American Viticultural Area (AVA) erfolgte im Jahre 2005. Angebaut werden unter anderen Rebsorten vor allem die frühreifenden Pinot gris und Riesling. Die geschützte Herkunftsbezeichnung wurde auf Betreiben des Winzers Kevin Byrd vom Weingut Youngberg Hill gegründet. 

## Lage
Das Gebiet erstreckt sich innerhalb des Willamette-Tals im Nordosten des Bundesstaates.
Die anerkannten Rebflächen des Anbaugebiets McMinnville AVA verteilen sich auf das Verwaltungsgebiet von Yamhill County zwischen den Städten McMinnville und Sheridan. Alleinstellungsmerkmal der Region in Bezug auf die Willamette Valley AVA ist der kargere Boden sowie seine Höhenlage zwischen 60 und 305 m.

## Klima
Das Klima des Tals ist ganzjährig mild, die Winter meist kalt und feucht, während die Sommermonate üblicherweise warm und trocken bleiben. Temperaturen über 32 °C sind nur an 5 bis 15 Tagen zu erwarten, nur alle 25 Jahre fällt die Temperatur in diesem Gebiet unter 0 °C. Die meisten Regenfälle beschränken sich auf die kältesten Jahreszeiten, Spätherbst, Winter und Frühlingsanfang. Mit Schneehöhen zwischen 13 und 25 Zentimeter pro Jahr fällt auch verhältnismäßig wenig Schnee.
Über den nur 30 Kilometer entfernten Van Duzer Corridor kann jederzeit kühle Meeresluft das Weinbaugebiet erreichen, so dass den vorwiegend weißen Rebsorten eine ausreichend hohe Säure erhalten bleibt. Unterstützt wird diese Wirkung auf den Wein durch die etwas höhere Lage des Gebiets im Vergleich zum Umfeld.